# キュジコス

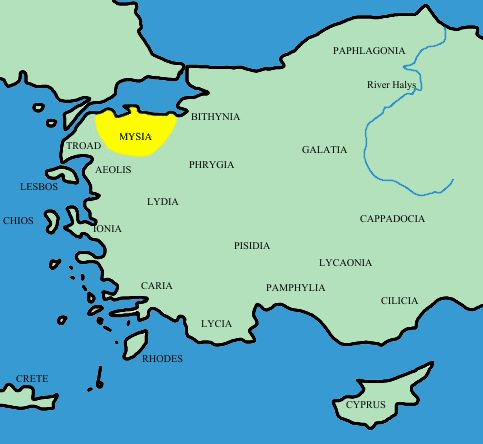
キュジコスはミュシア地方の町だった。

キュジコスまたはキジクス（ギリシア語: Κύζικος、Cyzicus）は、アナトリア半島のミュシア地方、現在のバルケスィル県のマルマラ海に突き出した半島にあった古代都市である。当時この半島は島で、徐々に大陸と繋がったという。中世にはAydıncıḳ（オスマン語: آیدینجق）と呼ばれていた。
現在はトルコの文化省がエルデクとバンドゥルマを結ぶ幹線道路の途中にあるキュジコスの遺跡を守っている。

## 歴史
アルゴナウタイ到来の伝説によると、テッサリアから来たペラスゴイ人が都市を建設したと見られる。紀元前756年には既にミレトスから多数の移民を受け入れていたが、キュジコスの重要性が増すのはペロポネソス戦争が起きてアテナイやミレトスの都市が破壊されて以降のことである。紀元前410年、アルキビアデスがラケダエモニア人をここで破った。そのオリンピアードの時代は135年または139年から計算された。
地理的に有利だったため商業的に重要な拠点となり、キュジコス製のスタテル金貨は古代世界の主要な通貨として流通したが、後にマケドニア王国の通貨に取って代わられた。キュジコスの特徴的な硬貨であるキュジケヌス (Cyzicenus) は28ドラクマ相当の価値があった。
ペロポネソス戦争（紀元前431年 - 紀元前404年）では、キュジコスはアテナイとスパルタの間で交互に揺れ動いた。紀元前410年のキュジコスの海戦ではアテナイ艦隊がスパルタ艦隊を徹底的に破壊した。紀元前387年、アンタルキダスの和約によって他の小アジアのギリシア都市と同様にアケメネス朝ペルシアに譲渡された。アレクサンドロス3世がこれをペルシアから奪回するのは紀元前334年のことである。
ヘレニズム期にはペルガモンのアッタロス朝と密接な関係にあり、アッタロス朝の滅亡と共にローマの直接的な支配下に入った。紀元前74年、ポントス王国のミトリダテス6世は30万人の軍勢でローマ人の立てこもるキュジコスを包囲した（第三次ミトリダテス戦争）。しかしキュジコスはこれに耐え、ルクッルスが包囲を解いた。これによってキュジコスはいくつかの特権を獲得し、領土も拡大した。ローマはそれらを認め、キュジコスの自治を認めた。キュジコスは北ミュシアを代表する都市となった。

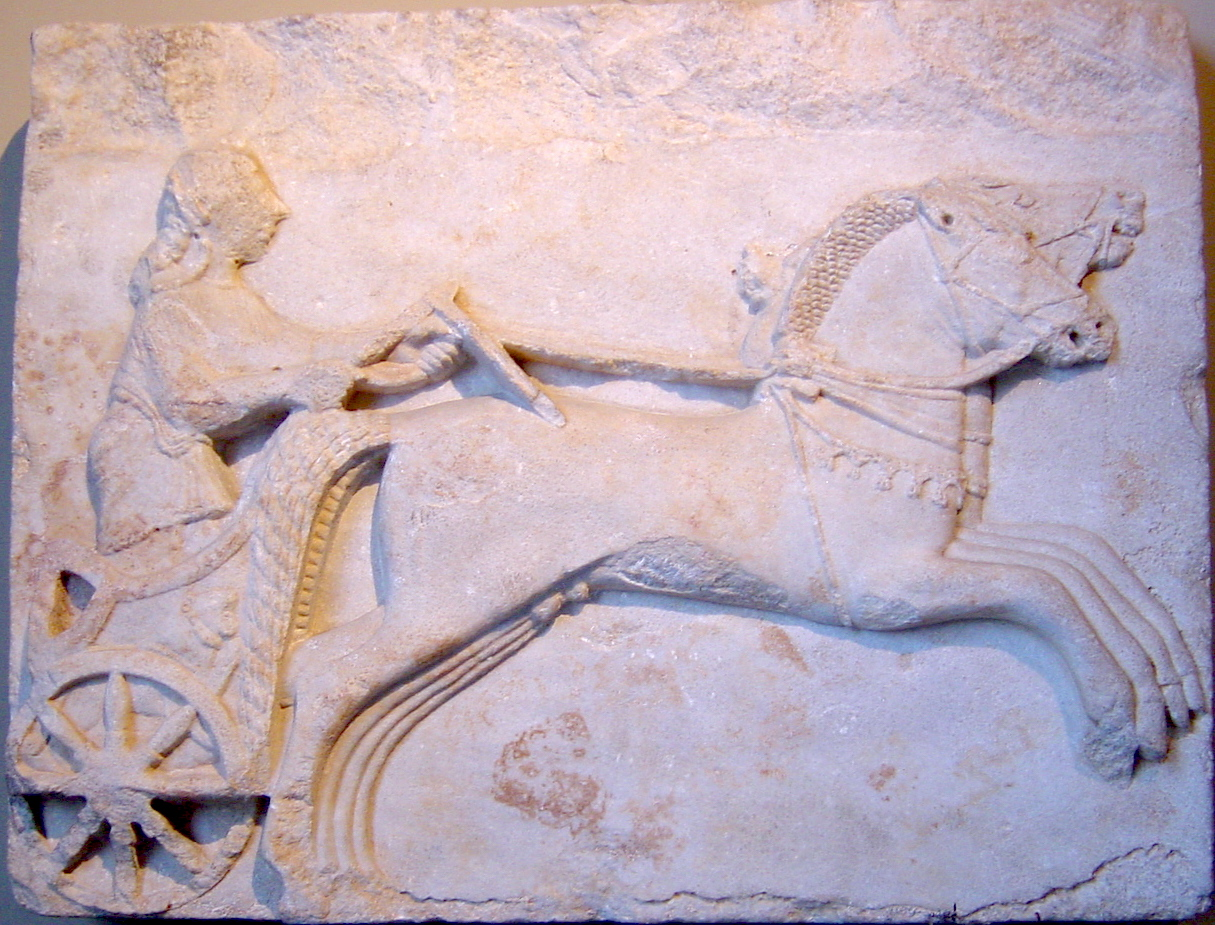
チャリオットのレリーフ。紀元前6世紀末。キュジコスにヒッタイトの影響があったことをうかがわせる。

ローマ皇帝ティベリウスの時代にキュジコスは自治を奪われて帝国に組み込まれたが、依然としてダーダネルス海峡より東のミュシアの中心地とされ、古代世界でも指折りの大都市となった。
675年、キュジコスはアラブ人に一時的に占領された。443年以降度重なる地震によってキュジコスは徐々に廃墟と化していった。1063年にも大地震があった。11世紀には都市の放棄が始まり、13世紀に十字軍がこの半島を占領したとき住民の多くはエルデク（当時はアルタキ）に移された。
オスマン帝国では、キュジコスの地はブルサ州のエルデクの一部とされた。

## 遺跡
現在、キュジコスのあった場所には誰も住んでいない。遺構としては4世紀に作られ始めた城壁、ハドリアヌスの神殿の基礎部分、ローマ水道とローマ劇場の遺跡などがある。
紀元前3世紀に建設されたアンフィテアトルムは直径 500フィート (150 m) 弱で、当時世界最大の競技場の1つだった。この競技場を構成していた31本の巨大な円柱が1444年まで残っており、世界の七不思議のひとつに数えられることもあった。それらの円柱も建材として流用するために細切れにされ運び去られた。
皇帝ハドリアヌスに捧げられた神殿の巨大な基礎が現存している。その円柱は21.35メートルの高さで古代の円柱としては最も高く、シリアのバールベックの円柱でも19.35メートルである。
東ローマ帝国皇帝ユスティニアヌス1世はキュジコスの遺構をアヤソフィア建設のための採石場として利用した。